# Paul von Voit
Paul von Voit (* 10. Februar 1876 in Nürnberg; † 17. September 1949 in Velden in Mittelfranken) war Generalstabsoffizier in der Bayerischen Armee und Generalleutnant in der deutschen Wehrmacht.

## Leben
Paul von Voit trat nach seinem Abitur am humanistischen Gymnasium als Dreijährig-Freiwilliger 1895 in die Königlich Bayerische Armee ein, kam zum 14. Infanterie-Regiment „Hartmann“ und stieg dort bis zum Generalstabsoffizier auf, nachdem er von 1905 bis 1908 die Kriegsakademie besucht hatte. Er wechselte zum Generalstab des  II. Armee-Korps und wurde 1914 Kommandant der Festung Germersheim. Später fand er Verwendung als Generalstabsoffizier der 1. Bayerische Landwehr-Division in Lothringen und Frankreich und später bei der 6. Reserve-Division. Kurz vor Ende des Krieges fand er Verwendung beim II. Bayerischen Armee-Korps. Er schied als Major a. D. zunächst aus dem aktiven Militärdienst aus und kam als Beamter zum Abwehramt des früheren III. Bayerischen Armee-Korps, wo er bis zum Jahresende 1920 blieb.
In den 1930er Jahren  kam er zur Reichswehr zurück, wurde Landesschutzoffizier in Würzburg und am 1. Oktober 1933 zum Leiter der Reichswehr-Werbestelle Nürnberg ernannt. 1935 folgte seine Übernahme in das Ergänzungsoffizierkorps und am 1. Oktober 1935 seine Beförderung zum Oberst. Er wurde zum Inspekteur der Wehrersatzinspektion Nürnberg (seine frühere Dienststelle Reichswehr-Werbestelle). In dieser Funktion blieb er – zwischenzeitlich zum Generalmajor befördert – bis zu seinem (vorläufigen) Ausscheiden aus dem Militärdienst. Mit dem Ausbruch des Zweiten Weltkrieges wurde er reaktiviert und im Oktober als Nachfolger des Fritz Schlieper Chef des Generalstabes des Stellvertretenden Generalkommandos des XIII. Armeekorps. In dieser Funktion blieb er – 1941 zum Generalleutnant befördert – bis 1943. Über seine weiteren militärischen Aktivitäten gibt die Quellenlage keine Aufschlüsse.

## Auszeichnungen
- Eisernes Kreuz I. und II. Klasse